# チチェスター・パーキンソン＝フォーテスキュー (初代カーリングフォード男爵)
初代カーリングフォード男爵・第2代クラーモント男爵チチェスター・サミュエル・パーキンソン＝フォーテスキュー（英語: Chichester Samuel Parkinson-Fortescue, 1st Baron Carlingford and 2nd Baron Clermont, KP, PC、1823年1月18日 - 1898年1月30日）は、アイルランド出身のイギリスの政治家、貴族。
ヴィクトリア朝の自由党政権下で閣僚職を歴任した。

## 経歴

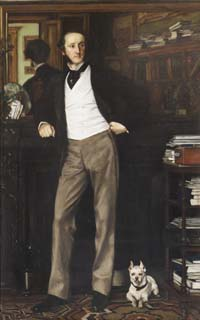
カーリングフォード卿の肖像画（ジェームズ・ティソ画）

1823年1月18日、チチェスター・フォーテスキュー中佐の次男としてアイルランドのラウス県グリドに生まれる。母はマーサ・フォーテスキュー（法廷弁護士サミュエル・ホブハウスの娘）
オックスフォード大学クライスト・チャーチで学び、1845年にバチェラー・オブ・アーツ（BA）、1847年にマスター・オブ・アーツ（MA）の学位を取得した
1847年から1874年までアイルランドのカウンティ・ラウス選挙区から選出されて自由党の庶民院議員を務める。1848年の処女演説はユダヤ人への差別的取り扱いの除去することを求める物だった。
第1次パーマストン子爵内閣期の1857年から1858年、第2次パーマストン子爵内閣期の1859年から1865年に副植民地大臣を務めた。
1863年に姓をパーキンソン＝フォーテスキューに変更した。
第2次ラッセル伯爵内閣期の1865年11月から1866年7月にかけてアイルランド担当大臣を務めた。
第1次グラッドストン内閣でも1868年12月から1871年1月までアイルランド担当大臣を務め、1869年のアイルランド教会法の制定を主導した。1871年1月から商務庁長官に転任し、鉄道の安全性の強化に尽力した。多くのアイルランドの選挙区から選出された庶民院議員と同様に1874年1月から2月の総選挙で落選したが、落選とともにカーリングフォード男爵に叙され、貴族院議員となった。
第2次グラッドストン内閣期の1881年5月から1885年6月まで王璽尚書を務めた。1883年3月からは枢密院議長も兼務した。
1886年1月に第3次グラッドストン内閣が成立した際には海外にあり、またアイルランド自治反対の信念を持っていたため、入閣を求められなかった。アイルランド自治反対の立場を貫いて自由統一党へ移籍し、同党のサマセットにおける指導者となった
1887年7月29日に兄である初代クラーモント男爵トマス・フォーテスキューが死去し、クラーモント男爵位を継承した
1898年1月30日にインフルエンザによりフランス・マルセイユにおいて死去した。

## 栄典

### 爵位
- 1874年2月28日、初代カーリングフォード男爵（連合王国貴族爵位））[4]
- 1887年7月29日、第2代クラーモント男爵（1852年創設アイルランド貴族爵位）[4]

### 勲章
- 聖パトリック勲章士（KP）[4]

### 名誉職その他
- 1864年4月7日、枢密顧問官（PC）[4]
- 1866年1月13日、アイルランド枢密顧問官（英語版）（PC(Ire)）[4]